# Bukî, Jîtomîr
Bukî (în ucraineană Буки) este localitatea de reședință a comunei Bukî din raionul Jîtomîr, regiunea Jîtomîr, Ucraina.

## Demografie
Componența lingvistică a localității Bukî
     Ucraineană (97,48%)
     Rusă (2,52%)
Conform recensământului din 2001, majoritatea populației localității Bukî era vorbitoare de ucraineană (97,48%), existând în minoritate și vorbitori de rusă (2,52%).